# Myosotidium
Myosotidium is een geslacht uit de ruwbladigenfamilie (Boraginaceae). Het geslacht telt slechts een soort, die endemisch is op de Chathameilanden ten oosten van Nieuw-Zeeland.

## Soorten
- Myosotidium hortensia (Decne.) Baill.

... · 
Alkanna · 
Amsinckia · 
Anchusa (Ossentong) · 
Asperugo · 
Borago · 
Brunnera · 
Cordia · 
Cynoglossum (Hondstong) · 
Echium · 
Heliotropium (Heliotroop) · 
Lappula · 
Lithospermum (Parelzaad) · 
Myosotidium · 
Myosotis (Vergeet-mij-nietje) · 
Nonea · 
Omphalodes · 
Pentaglottis · 
Phacelia · 
Pulmonaria (Longkruid) · 
Symphytum (Smeerwortel) · 
...